# Crenshaw (mixtape)
| Recensione | Giudizio |
| ---------- | -------- |
| RapReviews | [ 2 ]    |
| HipHopDX   | positivo |
| XXL        | [ 4 ]    |

Crenshaw è l'ottavo mixtape ufficiale del rapper statunitense Nipsey Hussle, pubblicato nel 2013 attraverso la propria etichetta All Money In Records. Il titolo è un omaggio al quartiere di Los Angeles dove il rapper è cresciuto.

## Promozione
Il 2 ottobre 2013, pubblica due raccolta su iTunes: Nip Hussle the Great Vol. 1 e Vol. 2. Il giorno seguente pubblica il suo secondo trailer per il mixtape, affermando di voler mettere in vendite 1 000 copie fisiche del mixtape al prezzo di 100 dollari l'una.
L'8 ottobre successivo, pubblica il mixtape e inizia a vendere le copie fisiche in un negozio a tempo a Fairfax, distretto di Los Angeles. In meno di ventiquattro ore, l'artista vende tutte le copie del mixtape, incassando centomila dollari.
Tra gli altri, il fondatore e proprietario della Roc Nation Jay-Z compra cento copie fisiche del mixtape. Dopo, Hussle annuncia che ulteriori copie fisiche del mixtape sarebbero state vendute in un altro negozio di Los Angeles allo stesso prezzo. Calcolando un costo di soli 75 centesimi per ogni copia stampata, ogni singola unità di Crenshaw ha rappresentato un margine di profitto superiore al 1300% senza includere i costi di registrazione.

## Tracce
1. Crenshaw Blvd – 0:20
2. U See Us – 3:25 – Mike Free
3. Checc Me Out (featuring Cobby Supreme & Dom Kennedy) – 4:13 – The Futuristiks
4. The Weather (featuring Rick Ross & Cuzzy Capone) – 4:46 – Cozmo
5. All Get Right (featuring J. Stone) – 4:28 – Big Blizz, Sarah J
6. More or Less – 3:04 – Soundsmith Productions
7. 4 In the Mornin – 3:29 – G.Ry and B. Carr of The Surf Club
8. Don't Take Days Off (featuring Dubb & Tai Phillips) – 4:10 – Remixx
9. H-Town (featuring Cobby Supreme, Dom Kennedy, TeeFLii & Skeme) – 5:16 – The Futuristiks
10. Drop Coupes – 3:13 – BandPlay
11. Face the World – 3:57 – 9th Wonder
12. Blessings – 2:52 – 1500 or Nothin', The Futuristiks
13. Summertime in that Cutless – 2:48 – The Futuristiks
14. Change Nothing – 3:22 – 1500 or Nothin'
15. If U Were Mine (featuring Sade & James Fauntleroy) – 3:14 – Jiggy Hendrix
16. Come Over (featuring James Fauntleroy) – 3:39 – 1500 or Nothin'
17. Hate It or Love It (featuring TeeFLii) – 4:21 – TeeFLii
18. 1 of 1 (featuring BH) – 4:13 – Ralo Stylez
19. Go Long (featuring Slim Thug & Z-Ro) – 4:56 – Ralo Stylez
20. No Regrets (featuring Zeke) – 3:29 – The Colleagues, Sarah J
21. Crenshaw and Slauson (True Story) – 12:10 – Wizzo, DJ Dahi

## Classifiche

### Classifiche settimanali
| Classifica (2013)         | Posizione massima |
| ------------------------- | ----------------- |
| US Heatseekers Albums     | 35                |
| US Top R&B/Hip-Hop Albums | 61                |